# Museo Casa de Morelos
La Casa de Morelos, también conocida como Centro Comunitario Casa de Morelos es un museo en el municipio de Ecatepec de Morelos, México, dedicado a José María Morelos y Pavón.

## Historia

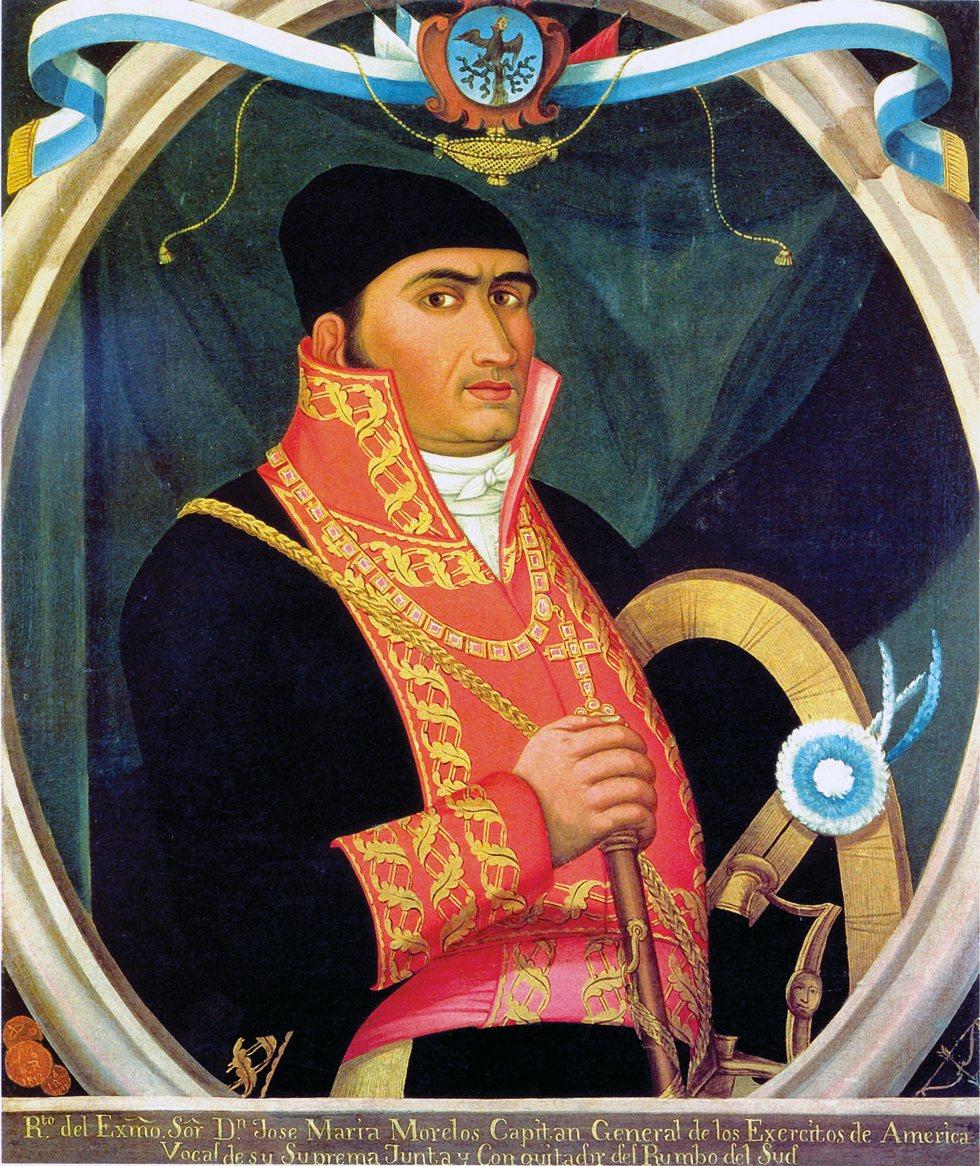
Retrato de José María Morelos, quien fue fusilado en esta casa.

El museo se encuentra albergado en un inmueble que data del año 1747. Fue construido  del Consulado a mediados del siglo XVIII, sirvió de alojamiento a los virreyes antes de su llegada a la capital de la Nueva España. Por ello se le conocía como Casa de los Virreyes.
Después de la Conquista, la Ciudad de México se convirtió en la capital Novohispana y sufrió de igual manera el problema de las inundaciones. La albarrada prehispánica se convirtió en el Albarradón de San Cristóbal con la función de calzada-dique. 
Este recinto formó parte vital de la calzada-dique que inicia en la Casa del Real Desagüe y culmina en Venta de Carpio, con una longitud cercana a los 4km.
Hoy en día es la continuación de la Vía Morelos y fue parte del Camino Real (México-Laredo) y antigua carretera México-Pachuca. Esta construcción y su entorno, incluyendo a Casa de Morelos fueron declarados como Zona de Monumentos Históricos del Albarradón de San Cristóbal mediante decreto presidencial en marzo de 2001.
En Ecatepec se le conoce como Casa de Morelos porque en esa edificación pasó sus últimas horas el Siervo de la Nación. Actualmente se llama Centro Comunitario Casa de Morelos y se encuentra bajo el resguardo del INAH.
Fue decretado monumento histórico en el año 1933 debido a que allí se llevó a cabo el encarcelamiento y fusilamiento del Generalísimo José María Morelos, héroe de la guerra de independencia de México. El fusilamiento ocurrió el viernes 22 de diciembre de 1815. En el año de 1864 se erigió un monumento en honor a Morelos a las afueras de este museo.
En 1990 abrió sus puertas al público como centro comunitario. En 1992 adquirió el estatus de museo formal.

## Colección
El museo conserva y difunde diversos objetos relacionados con Morelos, como la carreta que lo llevó hacía el lugar del fusilamiento, también presenta piezas arqueológicas y paleontológicas halladas en la región como la osamenta de un mamut encontrado en el municipio de Ecatepec.
El mamut fue un animal que coexistió con el hombre hace más de 10 mil años, en los lagos que conformaron el valle de México. Al morir los mamut y con el paso de los miles de años, los huesos de estos animales prehistóricos quedaron sepultados en esta región. Ha sido durante la última década, con la construcción de miles de viviendas en los municipios como Coacalco, Tultitlán, y Ecatepec, es cuando han aflorado los enormes colmillos y huesos de mamuts. Este mamut en Casa Morelos con sus 144 piezas está expuesto en forma erguida, lo que hace apreciar lo monumental de su talla de casi seis metros de largo por tres y medio de alto.